# 제중원 (드라마)
《제중원》은 SBS에서 2010년 1월 4일부터 2010년 5월 4일까지 방송된 《제중원》을 소재로 한 의학 사극이다.
한편, 이 작품은 당초 《천사의 유혹》 후속 9시 월화극으로 방영될 예정이었으나 《그대 웃어요》 후속 주말 특별기획 드라마로 기획된 《별을 따다줘》에게 자리를 내준 뒤 10시대 드라마로 변경되었는데 해당 작품까지 SBS의 10시대 월화극은 한동안 미니시리즈 형태로 방송됐다.

## 개요
이 드라마는 구한말, 백정의 아들인 황정(박용우 분)이 조선 최초의 근대식 의료 기관인 제중원에서 서양 의술을 배우며 신분의 벽을 뚫고 최고의 외과의사가 되는 이야기를 그린 팩션 드라마이다.
백정이라는 신분의 한계를 가진 주인공과 그의 라이벌인 양반의 자제, 그리고 역관의 딸인 중인 여성을 중심으로 이야기가 펼쳐진다.
주인공 황정은 실존 인물인 박서양을 모델로 하였다.
《강남엄마 따라잡기》, 《신의 저울》의 홍창욱 감독과 각본은 《하얀거탑》의 이기원 작가가 맡았다.

## 등장 인물
※ 드라마상의 인물설정으로, 실제 역사적 기록과는 다를 수 있습니다.
※ (†) 표시는 드라마에서 사망한 인물.
※ (‡) 표시는 드라마에서 중도 하차한 인물. (특별 출연은 제외.)

### 주요 인물
- 황정(黃正)(박서양 모델) - 박용우 (아역 : 차재돌)

원래 이름은 소근개('근수가 적게 나가는 개'라는 뜻). 백정이지만 글을 읽고 쓸 줄 알았다. 백도양에 의해 친구의 시체를 해부하게 되어 쫓기게 된다. 쫓기던 도중에 양반 행세를 하기 위해 훔친 호패에 쓰여 있던 이름인 '황정(黃丁)'을 사용하게 된다. 훗날, 고종이 이름을 직접 내려주어 '黄正'으로 이름을 바꾸게 된다.
- 유석란(柳惜瀾) - 한혜진 (아역 : 함재은)

역관 유희서의 외동딸로 영어에 능통하다. 아버지가 역관이어서 서양 문물을 일찍 접하였다. 총에 맞아 중태에 빠진 황정을 집으로 데려와 알렌에게 치료를 받게 해준다. 황정이 서양 의술을 공부하여 의사가 되도록 도와주고, 훗날 본인도 산부인과 의사가 된다.
- 백도양(白途陽, 서재필 모델) - 연정훈

서양 의술을 배우고 싶어 일본인 의사 와타나베에게 접근한다. 어릴 때부터 석란과 알고 지내던 사이이다. 정포교로 하여금 소근개에게 사체를 해부하도록 시킨다. 사체 해부를 숨기기 위해 소근개를 없애려고 한다. 소근개는 도양을 알아보지만, 도양은 소근개=황정임을 알지 못한다. 하지만 황정이 수술을 잘못했기 때문에 아버지가 돌아가셨다고 하며 황정에게 안 좋은 감정을 품는다.

### 황정 주변 인물
- 황정부(마당개) - 장항선 †‡
- 임조시(林造時) - 차화연 †‡
- 이곽(李癨) - 정석용

### 도양 주변 인물
- 백태현(백도양의 부친 형조판서, 병조판서) - 서인석 †‡
- 백규현(백도양의 숙부 제중원 주사) - 이효정
- 오충환(백도양 윤제욱의 스승 제중원 주사) - 권해효
- 윤제욱(백도양의 친구) - 윤기원
- 정포교 - 원기준

### 석란 주변 인물
- 유희서(역관) - 김갑수 †
- 석란 모 - 금보라
- 막생(幕生) - 서혜린
- 칠복(七伏) - 김규진
- 한승연(유석란의 친구) - 오유나

### 제중원
- 알렌 - 션 리차드
- 헤론 - 리키 김 †‡
- 에비슨 - 파비앙 코르비노
- 호튼 - 캐서린 베일리
- 몽총(夢寵) - 도기석
- 박소사(朴小使) - 유혜정
- 미령(美伶) - 김태희
- 낭랑(朗浪) - 신지수
- 고장근(高長根) - 송영규
- 제중원 의생 - 김민찬

### 한성병원
- 와타나베(渡辺俊介) 병원장 - 강남길
- 김돈[하세가와(長谷川)] - 윤서현
- 주조선 일본공사 다케조에(1대) - 정규수 ‡
- 주조선 일본공사 미우라(2대) - 김병세
- 스즈키(鈴木) : 간호사 - 석진이
- 나오코(小林直子) : 백도양의 연인 - 최자혜
- 사토(佐藤) : 백도양의 동경제국대학 의학부 동기 - 요시무라 켄이치

### 조선 왕실
- 고종 - 최종환
- 명성황후 민씨 - 서이숙 †‡
- 민영익 - 장현성
- 김옥균 - 유태웅 †‡
- 홍영식 - 김승욱
- 이용익 - 이정용

### 그 외 인물
- 낭인 - 이철민
- 정명준

### 특별 출연
- 영인의 정혼자 - 기태영
- 영인 - 이진
- 허위 - 손현주
- 지석영 - 이상윤
- 청나라 병사 - 윤성호
- 일본 병사 - 오지헌
- 피부병 환자1 - 박노식
- 피부병 환자2 - 강성범
- 방물장수 - 정종철
- 손님 - 정지순
- 일본 군복 곤도 - 김윤태
- 취란 - 김지현
- 전원주
- 문지인
- 맹봉학
- 송승용
- 김용운
- 치루딸 - 송수현

## 문제점
호러스 뉴턴 알렌은 조선에 대해 이중적 행태를 보인 인물이라서 묘사에 대한 논란이 있었다.

## 시청률
아래는 시청률로, 빨간색 수치는 최고 시청률, 파란색 수치는 최저 시청률을 나타낸다.
| 2010년      | 2010년      | 2010년         | 2010년       | 2010년         | 2010년       |
| 회차        | 방송일      | TNmS 시청률    | TNmS 시청률  | AGB 시청률     | AGB 시청률   |
| 회차        | 방송일      | 대한민국(전국) | 서울(수도권) | 대한민국(전국) | 서울(수도권) |
| ----------- | ----------- | -------------- | ------------ | -------------- | ------------ |
| 제1회       | 1월 4일     | 14.9%          | 15.2%        | 15.1%          | 17.0%        |
| 제2회       | 1월 5일     | 15.8%          | 16.4%        | 14.6%          | 15.4%        |
| 제3회       | 1월 11일    | 12.5%          | 12.9%        | 13.1%          | 13.7%        |
| 제4회       | 1월 12일    | 14.4%          | 14.8%        | 14.8%          | 15.5%        |
| 제5회       | 1월 18일    | 14.5%          | 14.5%        | 14.2%          | 14.5%        |
| 제6회       | 1월 19일    | 15.5%          | 15.5%        | 14.5%          | 14.6%        |
| 제7회       | 1월 25일    | 13.7%          | 13.6%        | 13.6%          | 14.0%        |
| 제8회       | 1월 26일    | 14.0%          | 13.2%        | 14.7%          | 14.7%        |
| 제9회       | 2월 1일     | 15.2%          | 15.2%        | 15.9%          | 16.4%        |
| 제10회      | 2월 2일     | 15.8%          | 15.5%        | 15.5%          | 16.5%        |
| 제11회      | 2월 8일     | 13.5%          | 12.6%        | 13.9%          | 14.4%        |
| 제12회      | 2월 9일     | 13.9%          | 13.3%        | 14.5%          | 15.4%        |
| 제13회      | 2월 15일    | 12.1%          | 11.8%        | 13.1%          | 14.1%        |
| 제14회      | 2월 16일    | 14.9%          | 15.0%        | 14.3%          | 15.2%        |
| 제15회      | 2월 22일    | 13.2%          | 14.0%        | 12.8%          | 13.3%        |
| 제16회      | 2월 23일    | 14.3%          | 14.0%        | 13.5%          | 14.4%        |
| 제17회      | 3월 1일     | 13.3%          | 12.8%        | 13.3%          | 14.1%        |
| 제18회      | 3월 2일     | 14.4%          | 14.5%        | 14.2%          | 14.8%        |
| 제19회      | 3월 8일     | 12.9%          | 12.6%        | 14.4%          | 14.5%        |
| 제20회      | 3월 9일     | 13.4%          | 12.8%        | 14.4%          | 15.4%        |
| 제21회      | 3월 15일    | 15.8%          | 15.4%        | 15.5%          | 15.8%        |
| 제22회      | 3월 16일    | 17.3%          | 16.6%        | 16.5%          | 17.5%        |
| 제23회      | 3월 22일    | 13.2%          | 12.2%        | 14.0%          | 14.9%        |
| 제24회      | 3월 23일    | 15.3%          | 14.7%        | 16.0%          | 16.7%        |
| 제25회      | 3월 29일    | 14.6%          | 13.8%        | 13.7%          | 14.3%        |
| 제26회      | 3월 30일    | 13.8%          | 13.0%        | 13.9%          | 14.3%        |
| 제27회      | 4월 5일     | 13.3%          | 12.7%        | 14.0%          | 14.9%        |
| 제28회      | 4월 6일     | 12.6%          | 11.9%        | 12.7%          | 12.9%        |
| 제29회      | 4월 12일    | 10.8%          | 10.4%        | 11.5%          | 11.9%        |
| 제30회      | 4월 13일    | 11.8%          | 11.7%        | 11.7%          | 12.0%        |
| 제31회      | 4월 19일    | 11.9%          | 11.6%        | 11.2%          | 11.6%        |
| 제32회      | 4월 20일    | 10.7%          | 10.2%        | 12.1%          | 12.4%        |
| 제33회      | 4월 26일    | 9.6%           | 8.9%         | 10.3%          | 10.5%        |
| 제34회      | 4월 27일    | 8.4%           | 7.7%         | 9.9%           | 10.6%        |
| 제35회      | 5월 3일     | 8.8%           | 8.0%         | 9.3%           | 10.1%        |
| 제36회      | 5월 4일     | 10.2%          | 9.9%         | 9.9%           | 10.5%        |
| 평균 시청률 | 평균 시청률 | 13.3%          | 13.0%        | 13.5%          | 14.1%        |

## 경쟁 프로그램
- 공부의 신 (KBS 2TV)
- 부자의 탄생 (KBS 2TV)
- 파스타 (MBC)
- 기적 (MBC) (월~목 4회 재방송)
- 동이 (MBC)

## 수상
- 2010년 SBS 연기대상
  - 프로듀서상 (여자) - 한혜진